# Think About That
"Think About That" é uma canção da cantora e compositora britânica Jessie J. A canção foi lançada em 15 de setembro de 2017, através da Republic Records, como o segundo single de seu quarto álbum de estúdio, R. O. S. E. (2018). Quatro singles de R. O. S. E. foram lançados, com "Think About That" representando a primeira de quatro partes do álbum, (R) Realisations.

## Composição
"Think About That" é uma música R&B, liderada por uma melodia de piano pairando sobre percussão. Liricamente fala sobre um amor corajoso que deu errado, que contém a letra: "Tudo o que você incomoda é meu trabalho e minha paciência/ Anos de esforço, que você tomou, que você destruiu/ Tudo porque você é falso/ Você quer ser famoso." A cantora revelou que ela escreveu a música quando ela quase desistiu da música, e creditou a canção para lhe ajudar a ficar "fora de um barranco com sua música."
A cantora descreveu o bloco de seu escritor em um vídeo intitulado R. O. S. E. Confessional:
“Eu não queria escrever nenhuma música nova, Camper disse 'Ok' antes de sair da sala, ele colocou a batida para 'Think About That' em um loop. A letra e a melodia simplesmente começaram a cair fora de mim, e 15 minutos depois, quando ele voltou, eu tinha uma música. Ele riu e disse 'veja'.”— Jessie J R.O.S.E. Confessional

## Vídeo da música
Um videoclipe para a canção foi lancado no mesmo dia. Ele foi dirigido por Erik Rojas, Brian Ziff e Jessie J. O vídeo abre com a cantora, com as mãos amarradas, pingando. Ela logo é libertada, usando uma meia arrastão e uma máscara de couro estilo BDSM. O vídeo consiste em ela rastejando para a câmera e dançando em uma rua escura e esfumaçada. O vídeo foi filmado em preto-e-branco, e contém referências para o BDSM.

## Lista de faixas
| N.º | Título             | Compositor(es)                | Produtor(es) | Duração |  |
| 1.  | "Think About That" | Jessica Cornish Darhyl Camper | DJ Camper    | 3:13    |  |

## Créditos
Adaptado a partir do Tidal.
- Jessica Cornish - vocal, composição
- Darhyl Camper - composição, produção, programador
- Simone Torres - engenheiro
- Jaycen Josué - mixagem
- Iván Jiménez - assistente de mixagem
- David Nakaji - assistente de mixagem
- Kuk Harrell - outros